# السيدة الحرة
السيدة الحرة (1485 – 1561) أميرة الجهاد البحري شمال المغرب الأقصى وزوجة أمير تطوان أحمد المنظري والسلطان المغرب أبو العباس الوطاسي بالعاصمة فاس وحاكمة تطوان وشفشاون خلال الفترة ما بين 1515-1542، وهي ابنة الأمير مولاي علي بن موسى بن رشيد العلمي وأخت الصدر الأعظم إبراهيم بن راشد. سميت بهذا الاسم تيمنا بعائشة الحرة والدة أبو عبدالله الأحمر آخر ملوك غرناطة الذي كان صديقا لمؤسس شفشاون. والدها هو مؤسس المدينة، وأمها اسبانية من منطقة قادش. اعتنقت الإسلام. وتعتبر إحدى أهم نساء المغرب الكبير في القرن السادس عشر.
غزا العثمانيون القسطنطينية في عام 1453 وجلبوا معهم نهاية الإمبراطورية الرومانية. أصبحت البرتغال تحتل عدة ثغور على ساحل المحيط الأطلسي والبحر الأبيض المتوسط. والسيدة الحرة عمرها سنتان. وبعد وقت قليل غزا الملكان الكاثوليكيان مملكة غرناطة.
تعتبر من أكثر الشخصيات تأثيراً في الفترة الإسلامية المعاصرة. السيدة الحرة معروفة بكفاحها ضد البرتغاليين الذين كانوا يحتلون سبتة.
اسمها الحقيقي غير معروف: اسم السيدة الحرة هو عنوان يعني «السيدة النبيلة» التي كانت ترتديه نساء مسلمات أخريات في ذلك الحين أي بعد سنة واحدة من سقوط غرناطة. اعتقد البرتغاليون والإسبانيون أن اسمها الحقيقي كان السيدة الحرة وكتبوه في وثائقهم الرسمية. هي كانت آخر شخص في التاريخ الإسلامي التي حملت لقب «الحرة».

## النشأة
نشأت السيدة الحرة في مملكة غرناطة. ولكن في عام 1492، عندما غزا ملوك الاسبان فرناندو الثاني وإيزابيلا الأولى مملكة غرناطة في فترة سقوط الأندلس، قامت السيدة الحرة وعائلتها بالهروب، حيث استقروا في المغرب. بعد ذلك، أسس والدها مدينة شفشاون ليصبح أميراً عليها لكن تحت سلطة سلاطين المغرب الوطاسيين. كانت طفولتها سعيدة وآمنة ولكن ذُكرت بشكل دائم بمنفى الأسرة من غرناطة. كان تعليمها من الدرجة الأولى وكانت تتحدث لغات كثيرة، بما فيها الأسبانية والبرتغالية. واحد من أساتذتها كان عبد الله الغزواني وهو عالم إسلامي معروف في المغرب. قال عنها أحد أساتذتها: «هذه البنت سترتفع في المراتب.» منذ طفولتها كانت قد وعدت بزوج المستقبل، في سن السادسة عشرة تزوجت من صديق لأبيها، أمير تطوان علي المنظري، أكبر منها بثلاثين سنة. بعض الخبراء يعتقدون أنها تزوجت بابن الأمير، المنظري الثاني.

## حاكمة تطوان
حوالي سنة 1510م تزوجت بالقائد المنظري حاكم مدينة تطوان وهي في سن 16، وكان هذا الزواج بمثابة تحالف بين إمارة شفشاون وقيادة تطوان من أجل تقوية جبهة الدفاع ضد البرتغاليين المحتلين لثغور شمال المغرب. وأصبح أخوها وزير السلطان في عاصمة المغرب فاس وعزز تأثير الأسرة. انتقلت السيدة الحرة من بيت والدها بشفشاون إلى تطوان حيث يحكم زوجها. كانت السيدة الحرة امرأة ذكية وتعلمت كثيرا في دورها كنائبة حاكمة. كان زوجها ينيبها عنه في بعض القضايا كما كانت تتولى أمور الحكم في فترات غيابه. عند وفاة زوجها المنظري في عام 1515 قبلها المواطنون كحاكمة لأنها حصلت على بعض السلطة قبل موته. حصلت على العنوان الرسمي «الحرة».
اعتبرها البرتغاليون والاسبانيون كشريكة ديبلوماسية. بعض الخبراء يعزون نجاحها السياسي إلى حضور الوريثات في الأندلس فيما  البعض ا يعزونه إلى دورها كحاكمة لقراصنة البحر الأبيض المتوسط الغربي. المؤرخ الاسباني جرمان فاسكز شامورو قال  في كتابه «سيدات القراصنة» أن حصلت مدينة تطوان تحت حكمها على «مستوى غير مسبوق من الرخاء».

## القرصنة
لم تستطع السيدة الحرة أن تنسى أو تغفر إهانة الهروب من غرناطة. بالرغم من أن أسرتها دفعت  «العدو المسيحي» من  المغرب على الأرض، أرادت أن تدفعهم من المغرب في البحر أيضاً، تعاونت مع أحد أشهر قراصنة البحر الأبيض المتوسط «خير الدين بربروس». تشارك الاثنان في كراهية الأوروبيين فسيطرت السيدة الحرة على الجزء الغربي وسيطر بربروس على الشرق. و اعتبر الأوروبيون السيدة الحرة ملكة قوية في البحر الأبيض المتوسط. قدمت القرصنة دخلاً سريعاً  للسيدة الحرة، «كنز وفدية للأسرى» وأبقيت على حلمها للرجوع إلى الأندلس.

## الزواج بأبي عباس الوطاسي أواخر العمر
بعد وفاة المنظري سرعان ما تزوجها السلطان المغربي نفسه أحمد الوطاسي سنة 1541م، حيث انتقل السلطان من عاصمة المغرب فاس إلى مدينة تطوان في حشد كبير، رفقة حاشيته وجيشه، زيادة على وفد كبير من العلماء والمشايخ. سافر أحمد الواطاسي إلى تطوان للزواج منها. ووفقاً لبعض المصادر، كانت السيدة قد أصرت على هذه النقطة لإظهار أنها لا تنوي التخلي عن حكم تطوان بعد الزواج ثانية. بعد هذا الزواج وجد أفراد أسرة المنظري أنفسهم خارج دائرة الحكم. فاستاؤوا من أن تتولى السيدة الحرة حكم تطوان من دونهم فقاموا بمؤامرة شارك فيها كل من محمد الحسن المنظري حفيد حاكم تطوان، ووالده محمد الحسن الذي كان قاطنا بمدينة فاس. في 20 أكتوبر 1542م فر المنظري هاربا من سلطان المغرب أحمد الوطاسي وتوجه نحو مدينة تطوان مركز حكم السيدة الحرة رفقة أفراد عائلته وجماعة من الفرسان. بعد وصوله أعلن نفسه حاكما على المدينة، معلنا في الوقت نفسه استقلاله عن عاصمة فاس. فطرد السيدة الحرة بعد أن استولى محمد الحسن على ممتلكاتهامستغلا ضعف الحكومة المركزية في المغرب آنذاك التي تمثلها الدولة الوطاسية.
عاشت السيدة الحرة آخر أيامها بمدينة شفشاون، بالقرب من أخيها الأمير محمد، وبعد موتها دُفنت في رياض الزاوية الريسونية، إذ ما يزال قبرها معروفا باسمها إلى اليوم.